# بورنريد
بورنريد (الإنجليزية القديمة : Beornræd) (؟ -757) كان ثينًا مرسيًا تولى عرش [الإنجليزية] مملكة مرسيا بشكل مؤقت في 757 اعتلى بورنريد العرش بعد مقتل الملك أثلبالد. ومع ذلك، فقد هزمه أوفا وأجبر على الفرار من البلاد، وقُتل في نفس العام. تندر المعلومات المتاحة عن بورنريد، وغالبًا ما تكون الإشارات إليه مختصرة.
وفقًا للوقائع الأنجلوسكسونية، حدث في عام 757 ما يلي: «... قُتل أثلبالد، ملك مرسيا، في سيكينغتون [الإنجليزية]، ويرقد جثمانه في ريبتون [الإنجليزية] ؛ وقد حكم 41 عامًا. وبعد ذلك، خلفه بورنريد في المملكة، واحتفظ بها. بلكنّه لم يحكمها سوى لفترة قصيرة وبشكل بائس، وفي نفس العام، هزم أوفا بورنريد وأصبح ملكًا بدلاً منه، وحكم لمدة 39 عامًا...» وفقًا لإنغولف [الإنجليزية] ، كان يُنظر إلى بورنريد على أنه طاغية، في حين ذكر روجر ويندوفر [الإنجليزية]، وهو مؤرخ من القرن الثالث عشر، أنه كان ملكًا ظالمًا وأن شعب مرسيا ثاروا ضده. ربما كان متورطا في وفاة سلفه. اعتبر بعض المؤرخين، وفقًا للبروفيسور ميشيل بي براون ‏، أنه كان ينتمي إلى نفس الأسرة الحاكمة مثل بيرتريك ملك وسكس [الإنجليزية]، بالإضافة إلى العديد من النبلاء الأنجلوسكسونيين البارزين الآخرين الذين تبدأ أسماؤهم بالحرف بي.

## الملاحظات
1. ↑  رئيس دير بندكتيني من القرن الحادي عشر